# White Earth (Dakota Północna)
White Earth – miasto w Stanach Zjednoczonych, w stanie Dakota Północna, w hrabstwie Mountrail.